# Albert Lorey Groll
Pour les articles homonymes, voir Lorey (homonymie) et Groll.
Albert Lorey Groll, né le 8 décembre 1866 à New York dans l'état de New York et décédé le 2 octobre 1952 dans la même ville aux États-Unis, est un peintre américain, connu pour ces peintures de paysage de l'Ouest américain et plus particulièrement des états de l'Arizona, du Colorado, du Nevada et du Nouveau-Mexique.

## Biographie
Albert Lorey Groll naît à New York en 1866. Son père est un pharmacien originaire de la ville de Darmstadt en Allemagne. A la fin des années 1880, il part en Allemagne étudier auprès de son oncle Frederic Gross, un lithographe, qui lui donne sa première formation artistique, puis fréquente l'académie royale des beaux-arts d'Anvers, l'académie des beaux-arts de Munich auprès des peintres Ludwig von Löfftz et Nikolaos Gysis et séjourne en France et à Londres où il termine sa formation. 
De retour aux États-Unis, il installe son studio à New York. Faute de moyens financiers suffisant pour louer les services de modèles, il se spécialise dans la peinture de paysages. Il effectue plusieurs voyages le long de la côte est des États-Unis, séjournant notamment à Sandy Hook dans le New Jersey, à Provincetown et à Nantucket dans le Massachusetts et en Pennsylvanie, et réalise des vues de la ville de New York, dont les espaces verts de Central Park et de Prospect Park. Il obtient le prix Morgan en 1903 et le prix Shaw en 1904 du Salmagundi Club et obtient la même année une médaille d'argent lors de l'exposition universelle de Saint-Louis en 1904.
En 1906, il rencontre l'ethnographe Stewart Culin (en) qui lui conseille de peindre les paysages de la région de l'Arizona en sa compagnie. Lors de ce voyage, il fait notamment la rencontre du marchand d'art Don Lorenzo Hubbell, propriétaire d'un poste de traite à Ganado (le Hubbell Trading Post National Historic Site), qui l'aide à découvrir la région. Il remporte une médaille d'or en 1906 lors d'une exposition à la Pennsylvania Academy of the Fine Arts avec l'un des tableaux réalisé au cours de ce voyage. La même année, il visite la région du Nouveau-Mexique en compagnie du peintre et ami William Robinson Leigh et séjourne aux côtés des amérindiens de la tribu des Laguna Pueblo (en). 
Ce voyage et le précédent marque un tournant dans sa carrière. Il délaisse les côtes littorales de l'Est américain pour se spécialiser dans les paysages arides et sauvages de l'Ouest américain, avec une prédilection pour les grands espaces désertiques et les ciels immenses, visitant notamment à plusieurs reprises les états de l'Arizona, du Colorado, du Nevada et du Nouveau-Mexique, tout en conservant un studio et une activité commerciale à New York. Il peint notamment le monument national du Canyon de Chelly, la réserve indienne des amérindiens Hopis, la chaîne de montagne des pics San Francisco, le plateau du Colorado avec le Monument Valley et le Grand Canyon, les monts de la Superstition, le Red Rocks Park, la vallée de Washoe (en), les régions de la Verde Valley, du Southern Arizona (en) et du désert de Sonora et le parc national de Yellowstone. Il voyage également au Canada, où il peint notamment les sommets du chaînon Sir Donald dans la province de la Colombie-Britannique.
En 1910, il est élu à l'académie américaine des beaux-arts et obtient le prix Inness en 1912. Il obtient une nouvelle médaille d'argent lors de l'exposition universelle de Panama-Pacific à San Francisco en 1915. Il devient membre de la Taos Society of Artists (en) en 1919. Il était ami avec le peintre F. Luis Mora (en), qui a réalisé son portrait en 1906.
Il meurt à New York en 1952.
Ces œuvres sont notamment visibles ou conservées au Smithsonian American Art Museum et à la The Phillips Collection de Washington, au Brooklyn Museum, au Metropolitan Museum of Art et à l'académie américaine des beaux-arts de New York, au musée d'Art de Saint-Louis, au musée d'Art moderne de Fort Worth, au Gilcrease Museum (en) de Tulsa, à l'University of Arizona Museum of Art de Tucson, au Butler Institute of American Art de Youngstown, au Reading Public Museum (en) de West Reading, au Carnegie Museum of Art de Pittsburgh, au Montclair Art Museum (en) de Montclair, au Newark Museum de Newark, au Wright Museum of Art (en) de Beloit, au David Owsley Museum of Art (en) de Muncie, au Mead Art Museum d'Amherst, à l'Henry Art Gallery de Seattle, au Richmond Art Museum (en) de Richmond, à l'Huntington Museum of Art d'Huntington, au musée d'Art (en) de Springville, au Brigham Young University Museum of Art (en) de Provo, à la California Palace of the Legion of Honor de San Francisco, au Tweed Museum of Art (en) et à la Glensheen Historic Estate (en) de Duluth, au Rhode Island School of Design Museum de Providence, au Washington County Museum of Fine Arts d'Hagerstown et à l'Hubbell Trading Post National Historic Site de Ganado.

## Œuvres

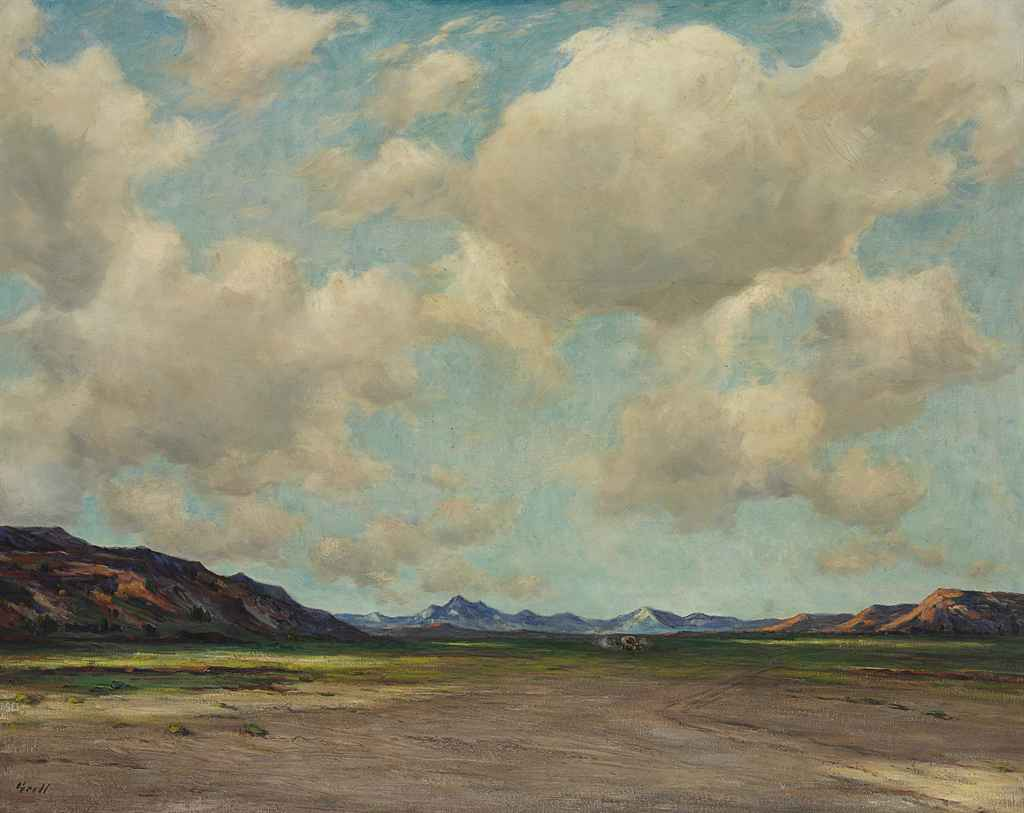
Apache Trail, sans date
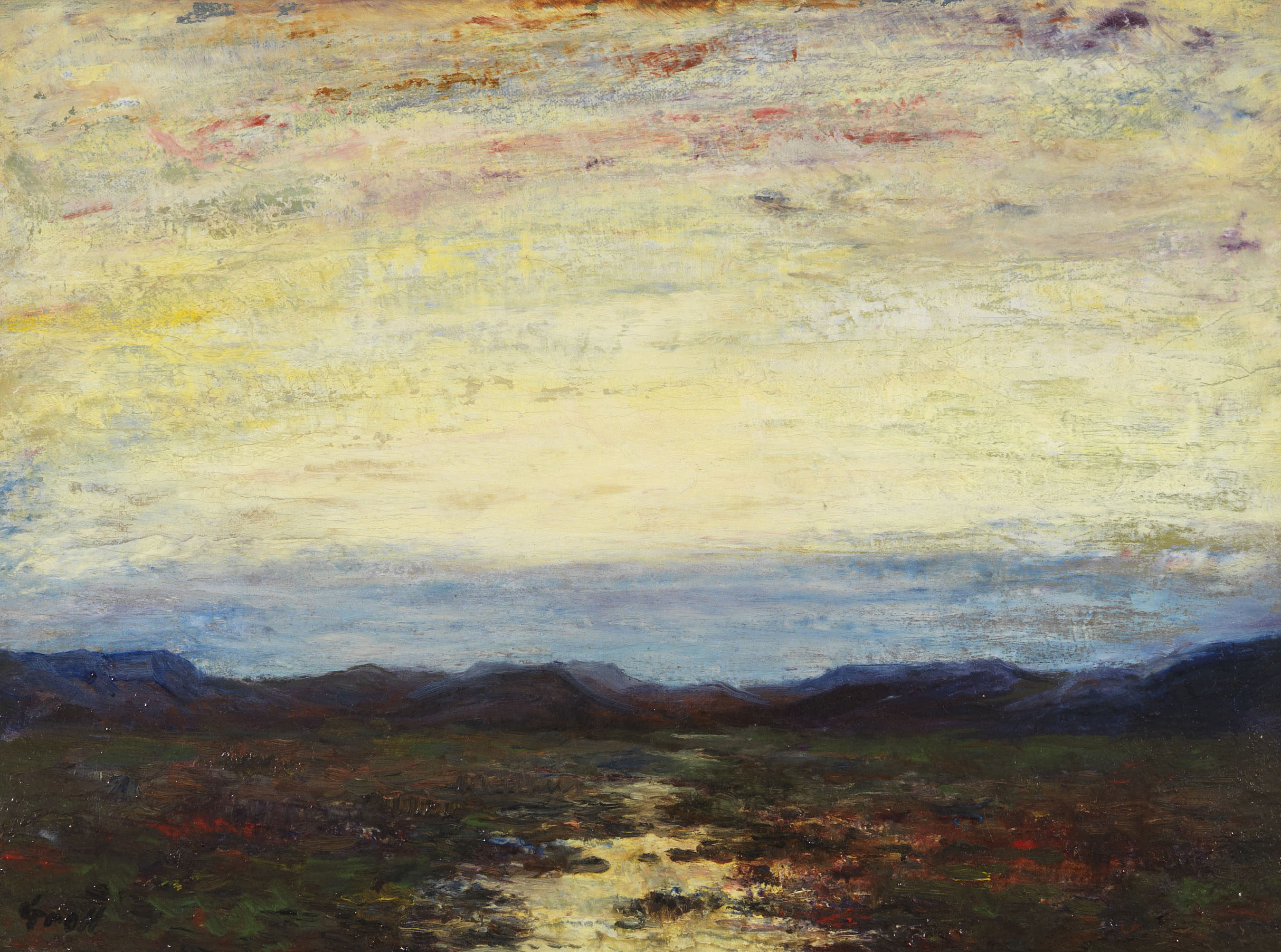
Sunset in Nevada, sans date
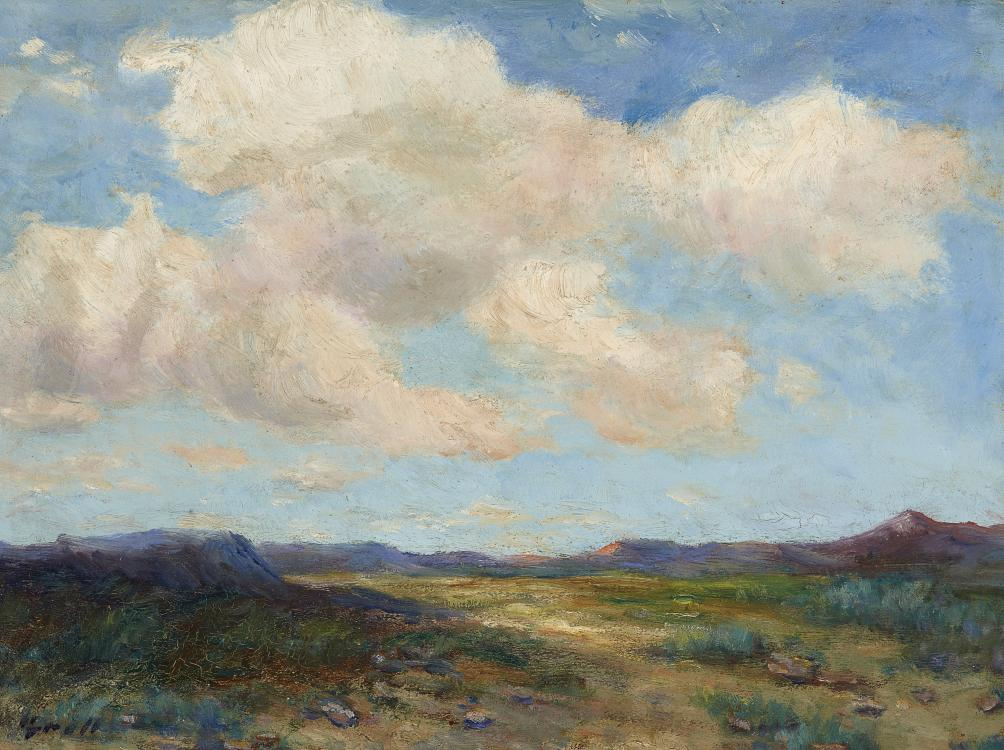
Acoma Valley, sans date, Gilcrease Museum (en)
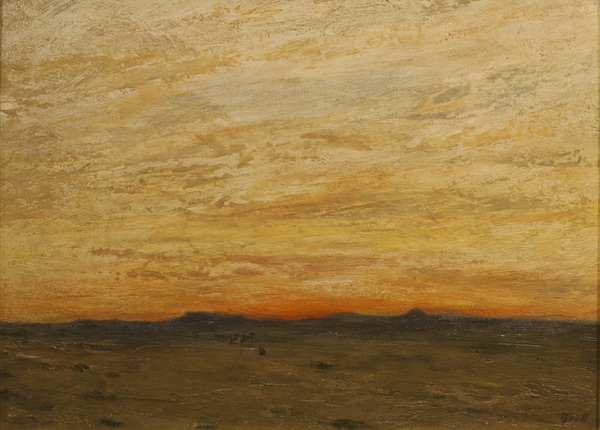
Arizona Desert, sans date
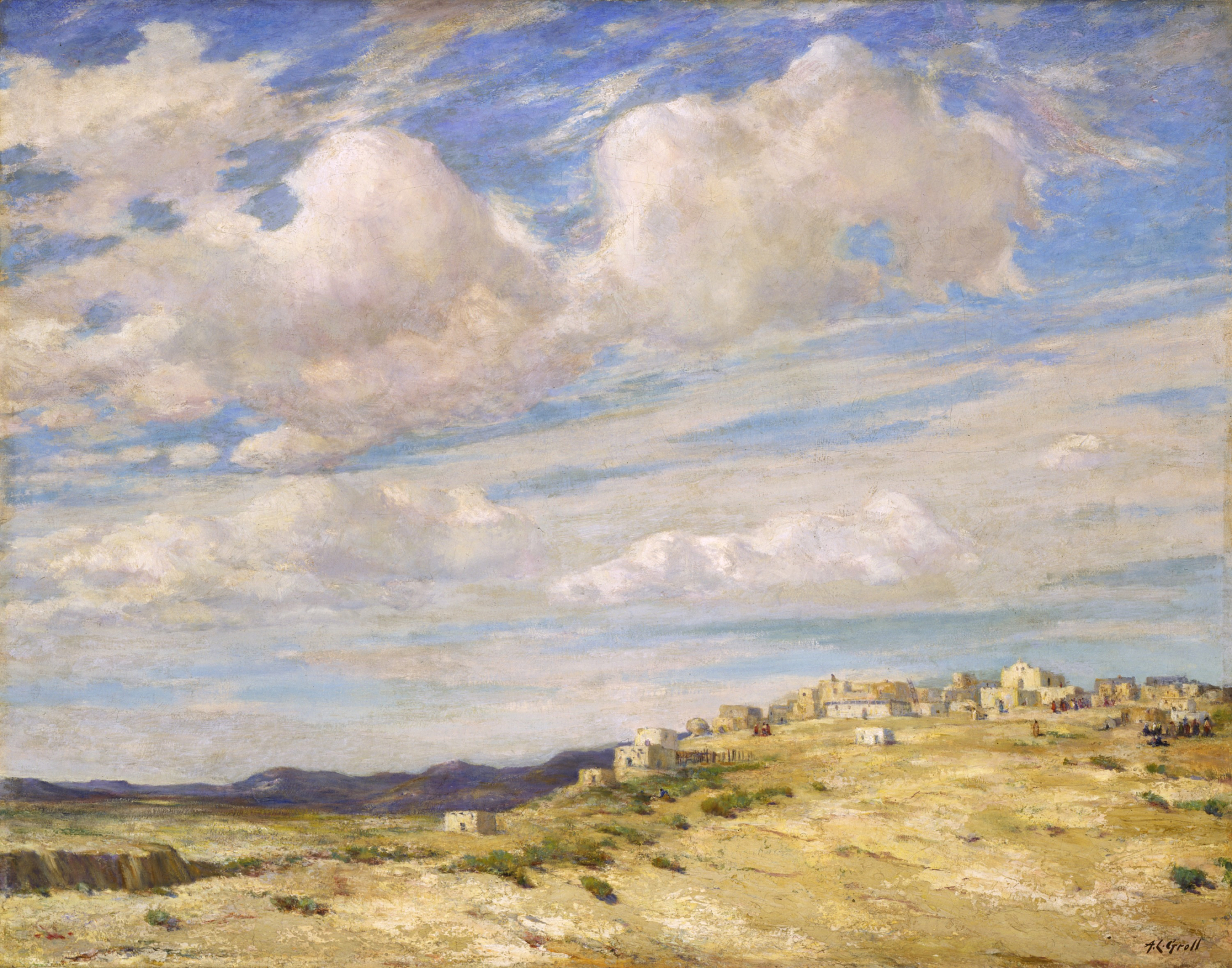
Laguna, New Mexico, vers 1912, Smithsonian American Art Museum